# Chaetodon vagabundus
Poisson-papillon vagabond, Poisson-papillon treillis
Espèce
Statut de conservation UICN

 LC  : Préoccupation mineure
Chaetodon vagabundus, communément nommé Poisson-papillon vagabond ou Poisson-papillon treillis, est une espèce de poissons marins de la famille des Chaetodontidae.

## Répartition
Le Poisson-papillon vagabond est présent dans les eaux tropicales de l'Indo-Pacifique, Mer Rouge incluse.

## Description

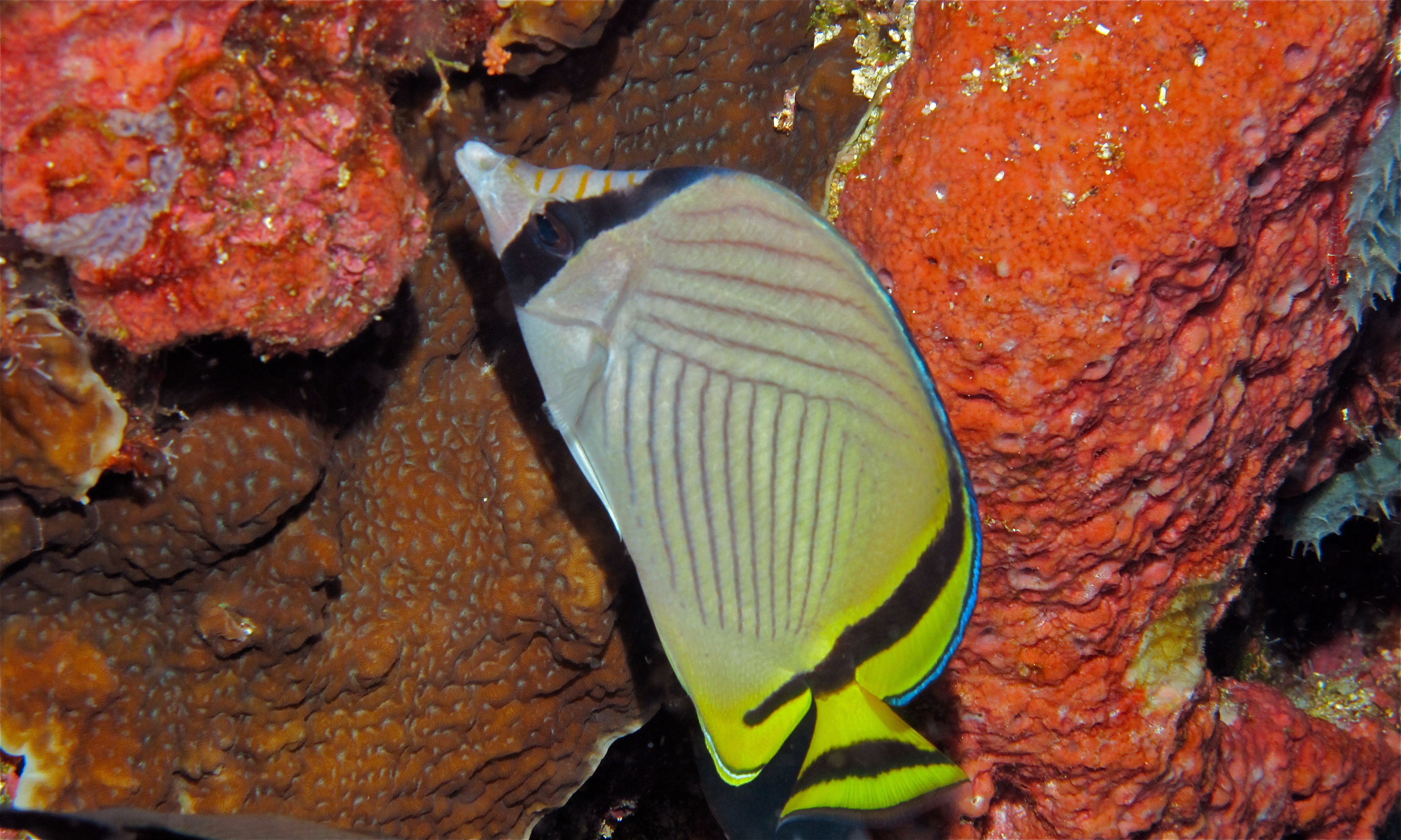
Chaetodon vagabundus (Sulawesi, Indonésie)

Sa taille maximale est de 23 cm mais sa taille moyenne courante est plutôt de l'ordre de 15 cm .